# Gogodeso
Gogodeso is een bestuurslaag in het regentschap Blitar van de provincie Oost-Java, Indonesië. Gogodeso telt 4896 inwoners (volkstelling 2010).